# Rrose Sélavy

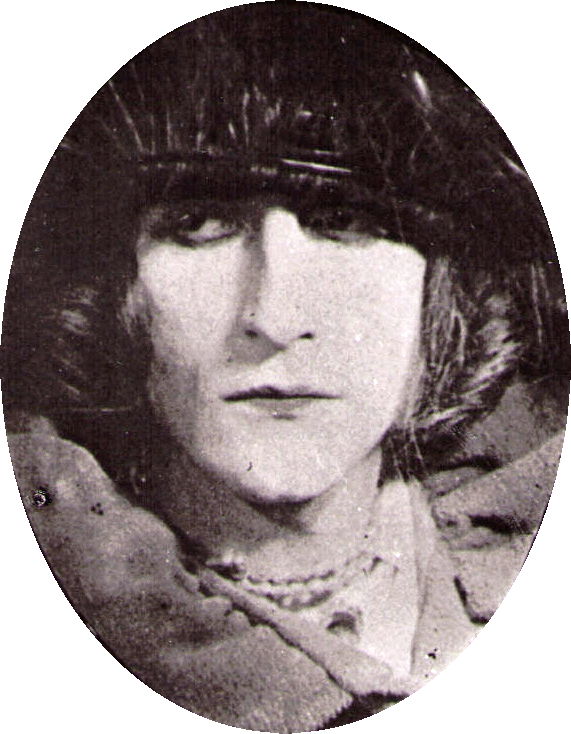
Rrose Sélavy
Fotografi: Man Ray

Rrose Sélavy, eller Rose Sélavy, var en pseudonym för Marcel Duchamp, som namn på hans kvinnliga alter ego. Namnet är en homonym på den franska klyschan "Éros, c'est la vie", på svenska kärleken är livet eller "sexualdriften, det är livet". Den har också uttytts som "arroser la vie", "att höja en skål för livet".
Marcel Duchamp signerade sin Fresh Widow 1920 med Rose Sélavy. Hon återkom 1921 i en serie fotografier som togs av Man Ray av Marcel Duchamp klädd i kvinnokläder. Under 1920-talet tog Man Ray fler foton av Rose Sélavy. Marcel Duchamp använde senare namnet som signatur och signerade också flera verk med detta. 
Marcel Duchamp använde namnet Rose Sélavy i titeln för sitt verk Why Not Sneeze Rose Sélavy? från 1921, en typ av readymade som han kallade assemblage, och som bestod av en muntermometer och ett antal små sockerbetsliknande marmorkuber inne i en fågelbur. Sélavy förekommer också på etiketten till Belle Haleine, Eau de Voilette 1921, en readymade som är en parfymflaska i sin originalask. Marcel Duchamp signerade också sin film Anemic Cinema 1926 med namnet Sélavy.
Namnet Rrose Sélavy började också från 1922 förekomma i en serie aforismer som publicerades av den franske surrealistiske poeten Robert Desnos. Denne försökte porträttera Rrose Sélavy som en länge förlorad aristokrat och drottning med bördsrätt till Frankrike. Aforism nummer 13 hyllade Marcel Duchamp: "Rrose Sélavy connaît bien le marchand du sel", på svenska: "Rrose Sélavy kände väl salthandlaren", med den på franska till mar-cel-du-champ likalydande fonetiska omarrangeringen mar-chand-du-sel.